# Развојни пут Боре Шнајдера
Развојни пут Боре Шнајдера је југословенски ТВ филм из 1972. године. Режирао га је Арса Милошевић а сценарио је написао Александар Поповић

## Улоге
| Глумац                 | Улога                        |
| ---------------------- | ---------------------------- |
| Бранко Плеша           | Бора                         |
| Данило Бата Стојковић  | Селимир                      |
| Милутин Бутковић       | Пикља                        |
| Бора Тодоровић         | Витомир                      |
| Драгутин Добричанин    | Спира                        |
| Зоран Ратковић         | Милоје                       |
| Олга Ивановић          | Лина                         |
| Ружица Сокић           | Розика                       |
| Јелисавета Сека Саблић | Гоца (као Јелисавета Саблић) |
| Бранка Петрић          |                              |